# ピラミンクス

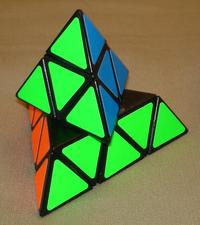
ピラミンクス

ピラミンクス（Pyraminx)はウヴェ・メファート(Uwe Meffert)によって発明されたルービックキューブに似ている正四面体のパズルである。

## 概要
ピラミンクスは正三角形各面が9つの正三角形に分割されている立体パズルで、ルービックキューブと同様に各面を一色に揃えると完成になる。
ルービックキューブに比べて面数が少ない上、頂点のパーツは単独でしか回転しないため、複雑そうな見た目の割には簡単である。

## 解法
解法にはいくつか種類があるが、どの解法もそれほど多くの手順を暗記する必要はない。
非常に速く揃えられる「岡方式」と呼ばれる解法があり、開発者本人によって公開されている。

## 記録

### 日本記録
2025年2月17日現在
|      | 名前   | 時間   | 記録樹立日   | 大会名                |
| ---- | ------ | ------ | ------------ | --------------------- |
| 単発 | 宮崎朔 | 1.34秒 | 2024年7月7日 | Katano Milky Way 2024 |
| 平均 | 宮崎朔 | 1.82秒 | 2024年7月7日 | Katano Milky Way 2024 |

### 世界記録
2025年2月17日現在
|      | 名前          | 国             | 時間   | 記録樹立日     | 大会名                         |
| ---- | ------------- | -------------- | ------ | -------------- | ------------------------------ |
| 単発 | Simon Kellum  | アメリカ合衆国 | 0.73秒 | 2023年12月21日 | Middleton Meetup Thursday 2023 |
| 平均 | Sebastian Lee | オーストラリア | 1.15秒 | 2024年11月23日 | Maitland Spring 2024           |